# سكيبي (فلم)
سكيبي (بالإنجليزية: Skippy) هو فيلم كوميدي تم إنتاجه في الولايات المتحدة وصدر في سنة 1931. الفيلم من كتابة جوزيف مانكيفيتس.

## ترشيحات وجوائز
| السنة | الحدث  | الفئة     | النتيجة  |
| ----- | ------ | --------- | -------- |
|       | أوسكار | أفضل مخرج | فـــــوز |

## وصلات خارجية
- مقالات تستعمل روابط فنية بلا صلة مع ويكي بيانات